# 芊紅居

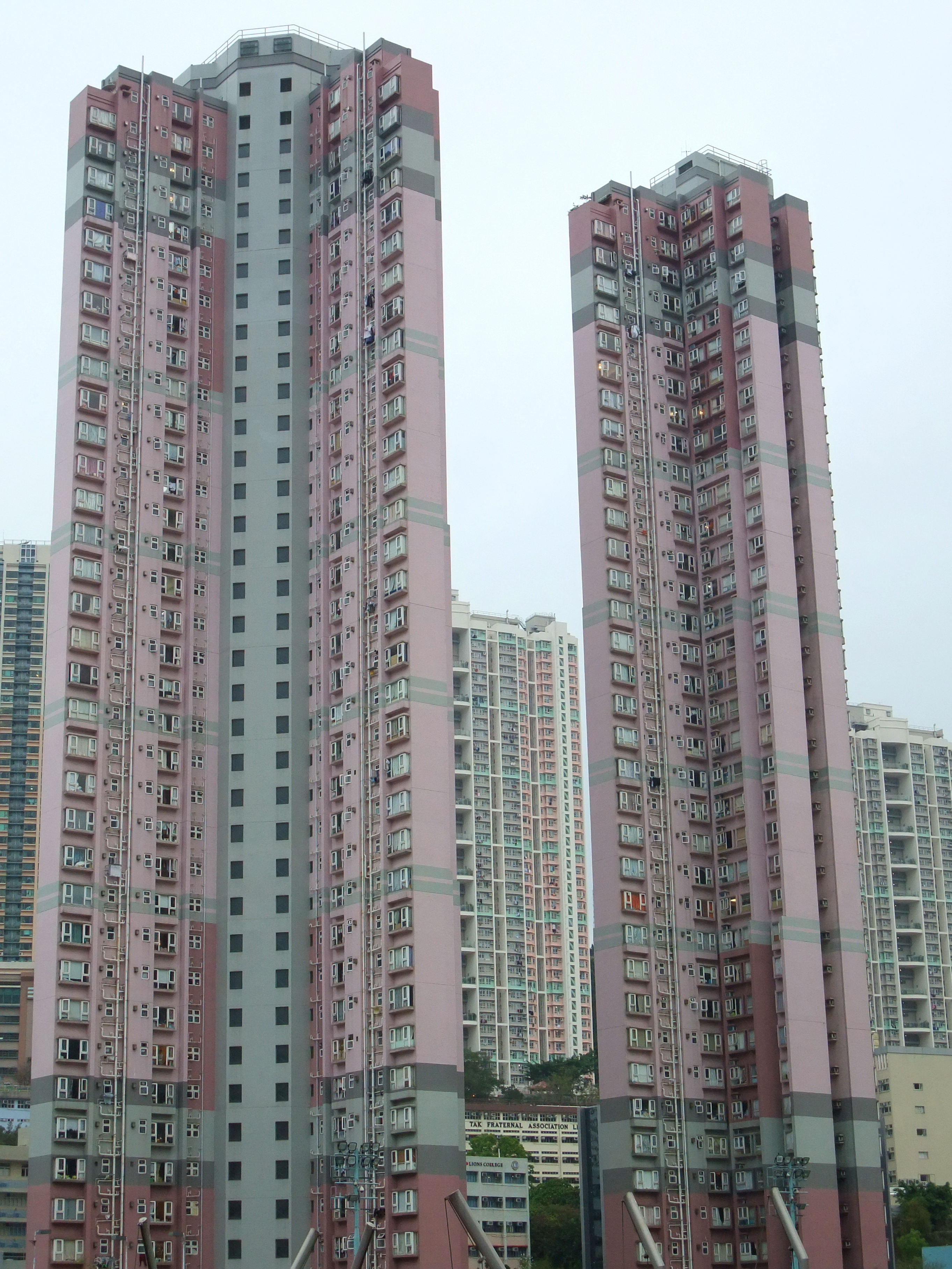
芊紅居的南面外貌。左方為第一座、右方為第二座。後方為月海灣和葵聯邨。

芊紅居（英語：Hibiscus Park）是由香港房屋協會發展的夾心階層住屋計劃屋苑，位於香港新界葵涌興盛路91號，鄰近葵涌運動場，與新都會廣場相對。
屋苑前身是葵康臨時房屋區，採用蝴蝶型設計，由利安建築師事務所設計，建築師充份利用了四周廣濶的優點，加上種滿四季植物的平台花園，百花盛放，突出了芊紅居的雅賞萬紫千紅的設計主題。芊紅居共有兩座35層高樓宇，一梯六伙，共420個單位，建築面積由561-801平方呎，在1998年落成。